# X.com
X.com var  et online finansielt service- og e-mailbetalingsselskab, som blev stiftet i  marts 1999 med bl.a. Elon Musk som medstifter, med 10 millioner USD fra salget af Zip2. Et år senere fusionerede selskabet med Confinity, som havde en pengeoverførselsservice kaldet PayPal. Det fusionerede firma fokuserede på PayPal-tjenesten og blev omdøbt til PayPal i 2001. PayPals tidlige vækst var hovedsageligt drevet af en stor marketingkampagne, hvor nye kunder blev hvervet, når de modtog penge gennem servicen. Musk blev senere afsat fra sin rolle som administrerende direktør på grund af uenigheder om den fremtidige arkitektur af PayPal, som skulle bygges på Microsoft Windows.[kilde mangler] I oktober 2002 blev PayPal købt af eBay for 1,5 milliarder USD i aktier, af hvilke Musk fik 165 millioner USD. Før salget ejede Musk, som firmaets største aktionær, 11,7% af PayPals aktier.
 Der er for få eller ingen kildehenvisninger i denne artikel, hvilket er et problem. Du kan hjælpe ved at angive troværdige kilder til de påstande, som fremføres i artiklen.